# Sant’Antonio Abate all’Esquilino
Sant’Antonio Abate all’Esquilino, auch Sant’Antonio Abate sull’Esquilino, ist eine Kirche in Rom. Sie ist Kirche des Päpstlichen Collegiums Russicum, also der russischsprachigen Seminaristen der Jesuiten in Rom. In ihrer heutigen Form entstand sie im Wesentlichen im 15. Jahrhundert, steht aber auf teilweise antiken Resten von Vorgängerbauten. Der Name der Kirche variierte im Lauf der Jahrhunderte. Sie enthält Fresken und Kunstwerke unter anderem von Niccolò Circignani, genannt Pomarancio.

## Lage und Namensgebung
Die Kirche liegt im XV. römischen Rione Esquilino, etwa 150 Meter südwestlich der Kirche Santa Maria Maggiore. Ihren heutigen Namen hat sie – erst seit Beginn des 14. Jahrhunderts – von Antonius dem Großen sowie von ihrer Lage im nach dem Esquilin benannten Stadtteil.

## Geschichte und Baugeschichte
Der Vater des römischen Stadtpräfekten Iunius Bassus Theotecnius ließ auf dem heutigen Gelände bereits im frühen 4. Jahrhundert eine Aula erbauen. Es ist, auch nach den Grabungen von 1929/30, noch immer unklar, welche Verwendung das Gebäude hatte, denkbar wäre eine Nutzung als Bibliothek oder Schola domestica. Im dritten Viertel des 5. Jahrhunderts ist als Besitzer ein Flavius Thedobius Valila bekannt, er war Offizier des Kaisers Anthemius. Spätestens nach der Schenkung des Areals durch Valila an Papst Simplicius wurde das Gebäude unter dem Namen Sant’Andrea cata Barbara zur Kirche. Ein Mosaik mit Widmungsinschrift darüber ist bekannt, aber nicht mehr erhalten. Den Beinamen Barbara erhielt sie wohl, da eine Tochter eines römischen Gouverneurs mit diesem Namen hier ein Männerkloster gründete, sicher ist das nicht. Unter dem Namen basilica S. Andreae apostoli post praesepe wurde sie unter Papst Gregor dem Großen geführt. Papst Leo III. ließ die Kirche restaurieren und Wandbilder anbringen. Wieder einen anderen Namen hat sie unter Papst Benedikt VIII. 1024, als er den Äbten von Fulda die Kirche als Ort ihres Aufenthaltes in Rom zuwies, im Dokument wird sie Sant’Andrea exaiulo genannt, wohl eine Herleitung von umliegenden Gärten bzw. Beeten (ital.: aiula). Die Namen Santi Andrea in Assaia bzw. S. Andrea in Piscin[u]la sind ebenfalls bekannt. Durch Stiftung aus dem Testament des Kardinals Pietro Capocci wurde ab 1266 ein Spital für am Antoniusfeuer leidende Menschen gegründet, ebenfalls in diesem Jahr wurde das bestehende Kloster in ein Doppelkloster für Männer und Frauen erweitert, 1269 wurden Antonianer aus Frankreich für die Spitalsbetreuung gerufen. Erst bei einem Neubau 1308 wurde die Kirche ihrem jetzigen Patron geweiht. Der heutige Bau verdankt seine Struktur dem abermaligen Neubau von 1481. Zu einer geplanten Erweiterung des Baus, beauftragt wurde Domenico Fontana, ab 1583 kam es wohl nicht mehr. Ende des 17. Jahrhunderts war die Kirche baufällig. Der Chor und die Sakristei wurden ab 1724 erbaut sowie das Innere durchgreifend umgestaltet. Ab 1777 gehörte die Kirche den Kamaldulenserinnen, bis sie 1871 profaniert wurde. Noch bis 1870 wurden am 17. Januar jeden Jahres vor der Kirche die Maul- und Zugtiere des Papstes, seines Gefolges und römischer Familien gesegnet, die Kirche war Sitz der seit 1437 bestehenden Università dei Mulattieri, also der Gesellschaft der römischen Mauleseltreiber. Nach verschiedenen Funktionen erwarb die römisch-katholische Kirche das Gelände 1928 wieder, bereits mit der Absicht, das Collegium Russicum hier unterzubringen. Der russisch-unierten Kirche wurden Kloster und Kirche von Papst Pius XI. dann 1932 übergeben, die Fassade wurde 1933 neu gestaltet.

## Fassade
Die Fassade über der doppelläufigen Treppenanlage ist dreiachsig und zweistöckig, der Mittelrisalit tritt hervor. In die Fläche der seitlichen Achsen sind Rundbogenfenster eingefügt, während im oberen Stock des Mittelteils ein Rundfenster über dem Portal eingefügt ist. Das Portal selbst stammt noch aus der romanischen Bauphase, es ist das einzige erhaltene romanische Stufentor in Rom, es entstand wohl im Zeitraum 1262 bis 1266. Beim Portal wechseln sich Säulen und Pilaster ab, auf den seitlich des Portals angebrachten Kragsteinen für das kleine Dach oberhalb der Inschrift sitzen Sphingen auf. Die kleine Inschrift über dem Portal verweist auf Kardinal Capocci als Stifter. Die große Inschrift unterhalb des einfachen Dreiecksgiebels lautet: PIVS XI PONT. MAX. A. XI.

## Inneres und Ausstattung

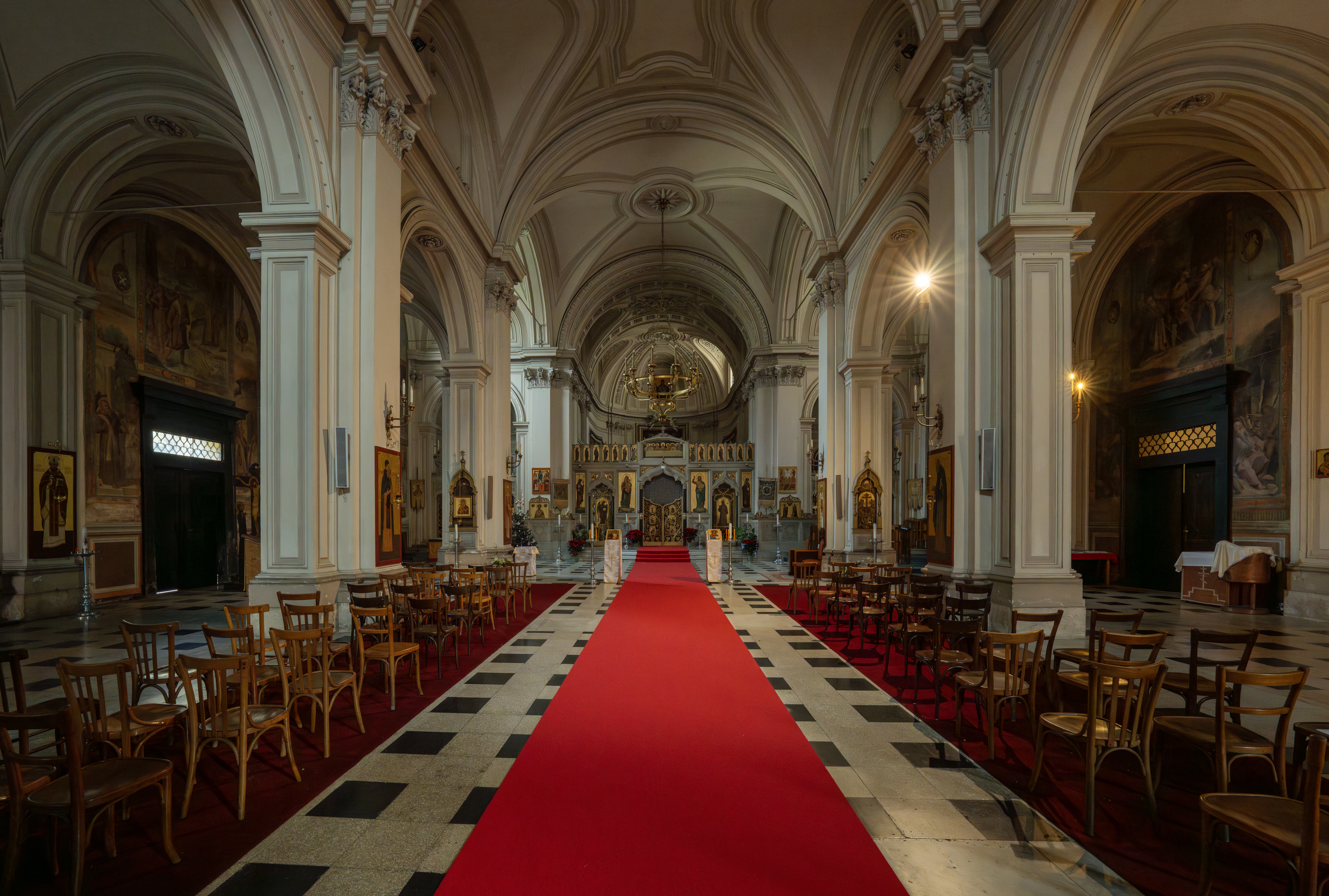
Innenraum

Die Kirche ist in ihrer heutigen Form eine Pfeilerbasilika, verfügt also über drei Kirchenschiffe. Das Querhaus greift nicht über die Breite der Schiffe aus. Die Kirche wird im Mittelschiff von einem Tonnengewölbe mit Stichkappen und in den Seitenschiffen von Kreuzgratgewölben gedeckt. Die Vierung ist nicht überkuppelt. Die ursprünglichen Träger der alten Kirche wurden beim Umbau im 18. Jahrhundert ummantelt, dabei entstanden die heutigen Pfeiler, die die Hochwände des Mittelschiffs tragen. Ihnen sind Pilaster mit Kapitellen der Kompositordnung beigefügt.
An den Wänden der Seitenschiffe befinden sich Fresken, der Bilderzyklus stellt Szenen aus dem Leben des heiligen Antonius dar. Es finden sich bei den Fresken verschiedene Wappen, so des Kardinals Charles d’Angennes de Rambouillet, des Louis de Langeac und des Papstes Sixtus V. Geschaffen wurden die Fresken von Giovanni Battista Lombardelli etwa 1585/86, danach wurden einige aber im 18. Jahrhundert, teilweise stark, von einem Unbekannten übermalt.
Die Kirche hat eine Nebenkapelle, zugänglich vom rechten Seitenschiff, es ist ein der Grundstruktur nach über einem griechischen Kreuz erbauter Raum mit einer Kuppel. Auch die Fresken an diesen Wänden stammen von Lombardelli, während eines der Fresken im Kuppeltambour von Pomarancio stammt, es stellt die Geschichte des Herzogs Balacio von Ägypten, der von seinem Pferd gebissen wird dar. Ebenfalls von diesem Künstler wurde das ehemalige Altarblatt dieser Kapelle geschaffen.
Der Chor liegt hinter der Ikonostase, die Bilder auf ihr stammen teilweise von Grigorij Malzev. Das Fresko des Hochaltars ist eine Arbeit von Giovanni Odazzi, es stellt die Kreuzigung Christi dar. Es ist das Nachfolgebild des gleichen Themas eines zuvor hier von Pomarancio gemalten Freskos.